# Elton Leme
Elton Martinez Carvalho Leme, född 1960, är en brasiliansk miljöadvokat, professor och botaniker specialiserad på ananasväxter.
Auktorsnamnet Leme kan användas för Elton Leme i samband med ett vetenskapligt namn inom botaniken; se Wikipediaartiklar som länkar till auktorsnamnet.